# Gmelinita-Na
La gmelinita-Na és un mineral de la classe dels silicats. Rep el seu nom del mineralogista i químic alemany Christian Gottlob Gmelin (1792-1860), de la Universitat de Tübingen, Alemanya.

## Característiques
La gmelinita-Na és un silicat de fórmula química Na₄(Si₈Al₄O24]·11H₂O. Cristal·litza en el sistema hexagonal. La seva duresa a l'escala de Mohs és 4,5.
Segons la classificació de Nickel-Strunz, la gmelinita-Na pertany a «02.GD: Tectosilicats amb H₂O zeolítica; cadenes de 6-enllaços – zeolites tabulars» juntament amb els següents minerals: gmelinita-Ca, gmelinita-K, willhendersonita, cabazita-Ca, cabazita-K, cabazita-Na, cabazita-Sr, cabazita-Mg, levyna-Ca, levyna-Na, bellbergita, erionita-Ca, erionita-K, erionita-Na, offretita, wenkita, faujasita-Ca, faujasita-Mg, faujasita-Na, maricopaïta, mordenita, dachiardita-Ca, dachiardita-Na, epistilbita, ferrierita-K, ferrierita-Mg, ferrierita-Na i bikitaïta.

## Formació i jaciments
Va ser descoberta al mont Nero, a San Pietro, Montecchio Maggiore, a la província de Vicenza (Vèneto, Itàlia). També ha estat descrita al mont Caliella, a Sicília, així com en altres indrets distribuïts per Dinamarca, Alemanya, Irlanda del Nord, Hongria, la República Txeca, Xipre, Rússia, el Japó, Austràlia, els Estats Units i el Canadà.